# Conseil de Georges River
Le conseil de Georges River (en anglais : Georges River Council) est une zone d'administration locale de l'agglomération de Sydney, située dans l'État de Nouvelle-Galles du Sud en Australie, créée en 2016. Son chef-lieu est Hurstville. 

## Géographie
La zone s'étend sur 38,36 km2 dans la banlieue sud de Sydney. Elle est bordée au sud par le fleuve Georges auquel elle doit son nom.

### Quartiers
- Allawah
- Beverley Park
- Beverly Hills (partagé avec Canterbury-Bankstown)
- Blakehurst
- Carlton (partagé avec Bayside)
- Carss Park
- Connells Point
- Hurstville
- Hurstville Grove
- Kingsgrove (partagé avec Bayside et Canterbury-Bankstown)
- Kogarah (partagé avec Bayside)
- Kogarah Bay
- Kyle Bay
- Lugarno
- Mortdale
- Narwee (partagé avec Canterbury-Bankstown)
- Oatley
- Peakhurst
- Peakhurst Heights
- Penshurst
- Ramsgate (partagé avec Bayside)
- Riverwood (partagé avec Canterbury-Bankstown)
- Sans Souci (partagé avec Bayside)
- South Hurstville

## Histoire
Avant l'arrivée des Européens à la fin du XVIIIe siècle, la région était habitée par les tribus aborigènes Cadigal et Bidjigal.
La municipalité de Kogarah est créée en 1885 et celle d'Hurstville deux ans plus tard. Le 12 mai 2016, elles sont fusionnées pour donner naissance au conseil de Georges River. John Rayner est nommé administrateur provisoire en attendant les premières élections.

## Démographie
Lors de la création de la zone en 2016, la population s'élevait à 146 841 habitants.

## Politique et administration

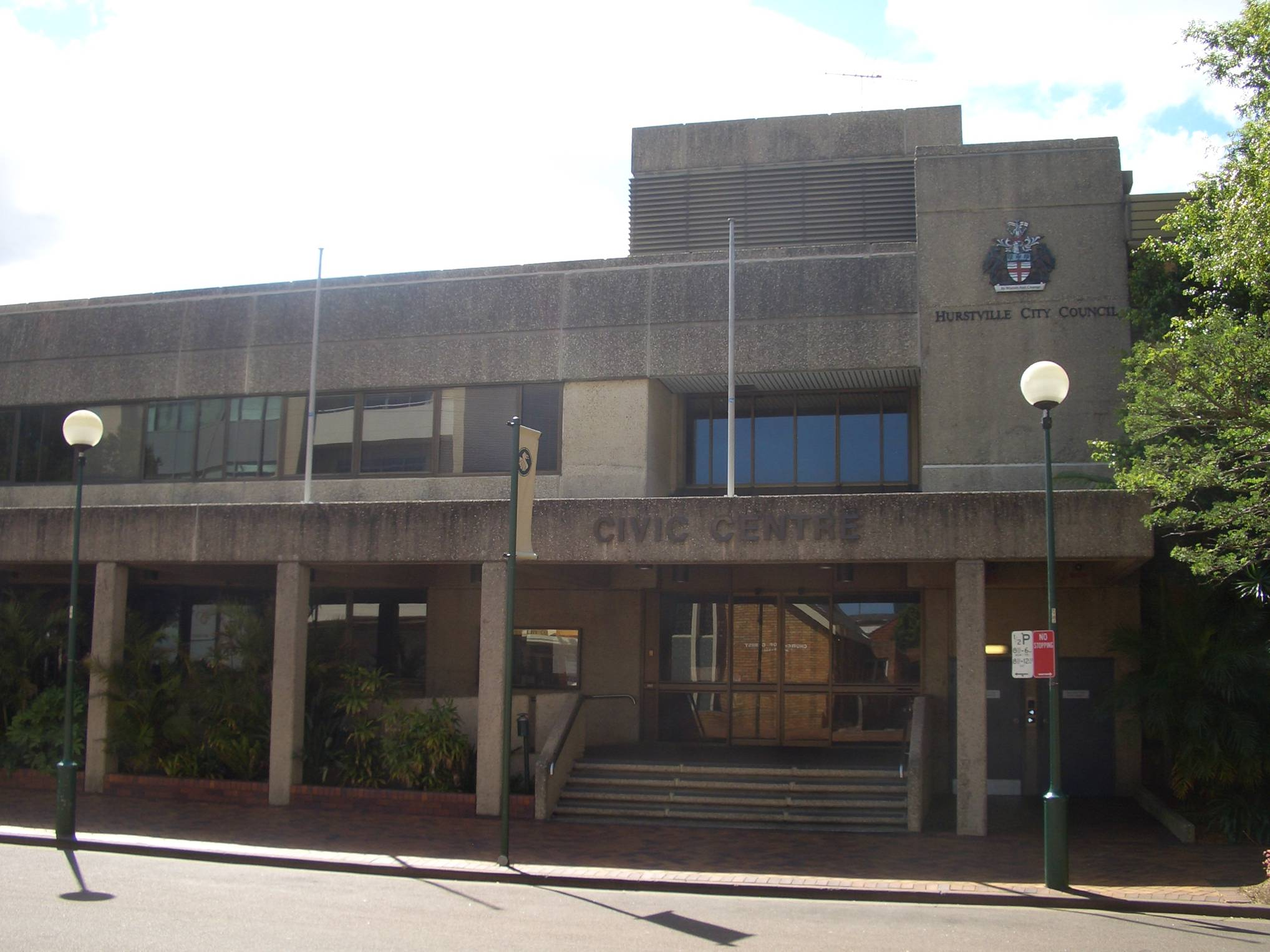
Le siège du conseil à Hurstville.

La zone comprend cinq subdivisions appelées wards. Le conseil municipal comprend quinze membres élus, à raison de trois par ward, pour quatre ans, qui a leur tour élisent le maire. Les premières élections se sont tenues le 9 septembre 2017 à l'issue desquelles le conseil est formé de six travaillistes, cinq libéraux, trois indépendants et un élu de l'association des résidents de Kogarah. Après les élections du 4 décembre 2021, travaillistes et libéraux disposent de cinq sièges chacun, la liste des résidents et contribuables en détient quatre et le dernier est un indépendant.

### Liste des maires
| Période           | Période           | Identité     | Étiquette    | Qualité        |
| ----------------- | ----------------- | ------------ | ------------ | -------------- |
| 12 mai 2016       | 25 septembre 2017 | John Rayner  |              | Administrateur |
| 25 septembre 2017 | 30 décembre 2021  | Kevin Greene | Travailliste |                |
| 30 décembre 2021  | en fonction       | Nick Katris  | Travailliste |                |